# Verkehrslandeplatz Bremerhaven-Luneort

i7
i11
i13
Der Flugplatz Bremerhaven (auch Bremerhaven-Luneort, IATA-Code: BRV, ICAO-Code: EDWB) war ein deutscher Verkehrslandeplatz in Bremerhaven, der zum 1. März 2016 stillgelegt wurde. Er lag im Stadtteil Fischereihafen auf einer kleinen Insel im Süden der Stadt zwischen dem Hafen im Osten, der Lune im Westen und Südwesten sowie der Weser im Norden.

## Geschichte
Die Luftfahrtgeschichte am Luneort begann 1956 mit Segelflügen des Luftsportvereins Unterweser. 1959 erhielt der Flugplatz eine Lizenz für Motorflüge und wurde zunächst vom Aero-Club Bremerhaven genutzt. Fünf Jahre später wurde die Genehmigung auch auf Hubschrauber ausgedehnt und am 15. Juni 1964 wurde die Flugplatzbetriebsgesellschaft Bremerhaven mbH gegründet. Ab 1965 war die OLT die erste kommerzielle Fluggesellschaft, die den Flugplatz ansteuerte. Der Flugplatz wurde für gelegentliche Fallschirmsprünge genutzt.

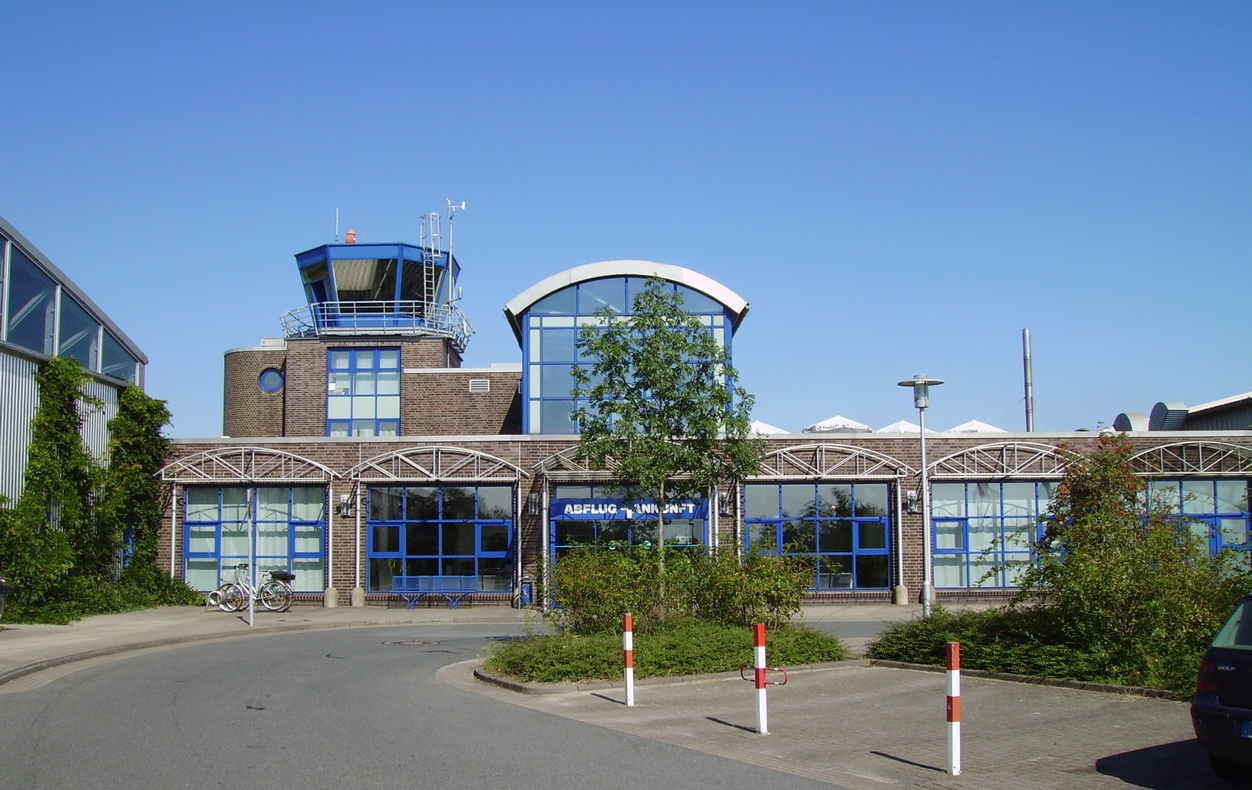
Empfangshalle

Im September 1991 begann sein Ausbau mit dem Ziel der Weiterentwicklung hin zu einem kommerziellen Regionalflugplatz. Im Oktober 1992 wurde eine neue Landebahn von 920 Metern Länge in Betrieb genommen und im August begann man mit dem Bau eines neuen Abfertigungsgebäudes und eines neuen Kontrollturms. Der ausgebaute Flugplatz wurde am 21. Juli 1995 neu eröffnet. Bis 2002 folgte eine Verlängerung der Start- und Landebahn 16/34 auf die heutige Länge, die Ausdehnung der Betriebszeit auf 24 Stunden sowie ferner die Zulassung des Flugplatzes für den Nacht- und Instrumentenflug. Nach dem Flugzeugunglück der Bremerhaven Airline auf dem Weg nach Wangerooge vom Dezember 2001 (s. u.) sanken die Fluggastzahlen im Linienflugverkehr von 9000 im Jahr 2002 um fünf Prozent auf 8400 im Folgejahr. In der Folge musste die Bremerhaven Airline Insolvenz anmelden, was den endgültigen Verlust der Wangerooge-Linie zur Folge hatte. Im gleichen Zeitraum stieg die Anzahl der gewerblichen Starts und Landungen um sechs Prozent auf 6900 an. Im Bedarfsverkehr nach festen Zeiten, also linienflugartig, verband der OFD Bremerhaven mit Helgoland. Darüber hinaus nutzte das Alfred-Wegener-Institut den Flugplatz Bremerhaven als Heimatbasis für sein Polarflugzeug POLAR 5 vom Typ Basler BT-67.
Im September 2011 beschloss die Bremerhavener Stadtverwaltung, den Flugplatz zugunsten des Offshore-Terminals (OTB) zu schließen. Der Instrumentenflugverkehr (IFR) am Flugplatz wurde am 30. November 2015 eingestellt. Bis zum 29. Februar 2016 war noch eingeschränkter Sichtflug-Betrieb (VFR) möglich. Seit dem 1. März 2016 ist der Platz geschlossen. Ein Teil des Flugbetriebs zog auf den ca. 35 Kilometer nördlich gelegenen Militärflugplatz Cuxhaven-Nordholz um, dessen ziviles Terminal die militärische Flugplatzinfrastruktur mitnutzt.
Nach einer Entscheidung des Oberverwaltungsgericht darf der OTB nicht gebaut werden. Das Projekt hatte bis dahin bereits 32 Millionen Euro an Planungs- und Baukosten verursacht.

## Zwischenfälle
- Am 26. Dezember 2001 stürzte eine Britten-Norman BN-2B-26 der Bremerhaven Airline (Luftfahrzeugkennzeichen D-IAAI) kurz nach dem Start aufgrund mangelhafter Enteisung in die Weser. Dabei starben acht Menschen.[3]